# Strong (piwo)
Strong – piwo jasne o podwyższonej zawartości ekstraktu 13,8% i zawartości alkoholu do 6,5%, produkowane w browarze w Warce należącym do Grupy Żywiec.

## Historia
Recepturę Stronga opracował Jerzy Kula w 1992 roku. Początkowo piwo funkcjonowało pod nazwą Warka Strong z etykietą w kolorach: białym, czerwonym i złotym. Elementem graficznym wyróżnionym na przedniej etykiecie był wizerunek Kazimierza Pułaskiego. Decyzję o rozdzieleniu Warki Jasnej Pełnej od Stronga jako samodzielnej marki podjęto w 2004 roku. Wpłynęła ona na odświeżenie projektu graficznego opakowań. W 2006 roku Grupa Żywiec wprowadziła na rynek Stronga w nowych butelkach i puszkach utrzymanych w czarno-złotej kolorystyce. Projekt opakowań ponownie zmodyfikowano trzy lata później – w sierpniu 2009 roku. Pojawiło się nowe logo, na etykietach wyróżniono napis „dwusłodowy” i opatrzono je siedmioma gwiazdkami. Zmniejszono też zawartość alkoholu w piwie do 6,5%, następnie do 6,3%. Strong rozlewany jest do butelek 0,5 l oraz puszek 0,5 l oraz kegów 30 l.

## Charakterystyka
Strong to piwo o podwyższonej zawartości ekstraktu i alkoholu oraz charakterystycznym, bogatym smaku. Jest on rezultatem połączenia dwóch słodów: jasnego pilzneńskiego i ciemnego prażonego. Pierwszy decyduje o typowym, piwnym charakterze, drugi nadaje bursztynową barwę i słodkawy posmak. Warzony w Polsce Strong nie posiada odpowiedników w całej Europie.

## Strong w Browarze Warka
Nowoczesny, przemysłowy browar powstał w 1975 roku. Decyzja o jego budowie była podyktowana chęcią odtworzenia najlepszych tradycji piwowarskich
, które w Warce sięgają XV stulecia. Rozpoczęta w 1994 prywatyzacja i modernizacja zakładu spowodowała, że stał się on jednym z największych producentów piwa w Polsce. W 1999 browar został włączony do Grupy Żywiec i sprzedał 1,5 miliona hektolitrów piwa, co w największej mierze było zasługą Warki Strong. O ile w 1992 stanowiła ona zaledwie 0,1% produkcji wareckiego browaru, o tyle w 1998 osiągnęła poziom 55%.